# Рамирес, Ричард
Ричард Рамирес (англ. Richard Ramirez, собственно Рикардо Лейва Муньос Рамирес, исп. Ricardo Leyva Muñoz Ramirez; 29 февраля 1960 — 7 июня 2013) — осуждённый американский серийный убийца латиноамериканского происхождения. Известен также как «Ночной сталкер» (англ. Night Stalker). На счету Рамиреса по крайней мере 13 человеческих жертв.

## Ранние годы
Ричард Рамирес родился 29 февраля 1960 года в Эль-Пасо, штат Техас. Он был пятым и самым младшим ребенком в семье мексиканского эмигранта и бывшего полицейского Хулиана Рамиреса (17.02.1927 — 19.08.1991), работавшего на момент рождения Ричарда рабочим на железной дороге. В детстве Рамирес страдал эпилепсией, припадки продолжались несколько лет и прекратились лишь тогда, когда Ричард стал подростком. В школе Ричард ничем не выделялся среди сверстников и периодически подвергался нападкам других учеников. По воспоминаниям его одноклассницы Ричард стал употреблять лёгкие наркотики и курить марихуану в возрасте 10 лет, до этого его школьные успехи были средние, после же его успеваемость и дисциплина упали окончательно.
Отец Рамиреса был склонен к приступам гнева, которые регулярно приводили к физическому насилию. Доставалось не только жене, но и детям. От тяжелых кулаков Рамирес убегал на кладбище, часто спал на могилах.
Ричард ушел из дома и спал на улице, пока его не приютила старшая сестра Рут. Ее супруг Роберто, отъявленный наркоман, пристрастил Ричарда к ЛСД и рассказал о сатанизме — оккультном мировоззрении, последователем которого Рамирес называл себя до последних дней жизни. Есть информация, что Хулиан Рамирес привязывал Ричарда к кресту на кладбище и издевался над ним.
В 12 лет он стал проводить много времени со своим двоюродным братом Мигелем Рамиресом, ветераном войны во Вьетнаме. Вернувшись с войны, Мигель хвастался рассказами о том, как он пытал и убивал вражеских солдат, и в подтверждение своих слов показывал брату полароидные снимки изувеченных жертв войны. Мигель научил брата курить марихуану. 4 мая 1973 года Ричард стал свидетелем ссоры между своим двоюродным братом и его женой. Ссора закончилась тем, что Мигель убил свою жену, выстрелив ей в упор в лицо. Кровь при этом забрызгала юному Ричарду лицо. Это убийство и сам брат в целом сильно повлияли на психоэмоциональное состояние Ричарда. После увиденного убийства Рамирес замкнулся в себе.
В это время он учился в «Jefferson High School», но окончательно бросил школу за 6 недель до окончания 9-го класса. Его образ жизни сильно начал меняться, он стал проводить больше времени на улице. Начав с магазинных краж, он постепенно дошёл до грабежей домов. В округе он завоевал себе репутацию вора: по свидетельству его друга тех лет Эдди Гонсалеза, Ричард ходил в длинном пальто, за полами которого скрывал украденные вещи, и заявлял о том, что хочет быть первоклассным грабителем.
Увлекался тяжёлой музыкой и оккультизмом, доходило до обвинений в том, что Ричард и компания оккультистов проводили ритуалы с жертвоприношениями животных в пустыне Чиуауа, но доказательств этому не нашлось. 7 декабря 1977 года Рамиреса впервые арестовывают за хранение марихуаны, но до суда дело не доходит. В 1978 году Рамирес принял решение покинуть родной город и отправиться в Калифорнию. В течение ряда лет он курсирует между Сан-Франциско и Эль-Пасо.
В Эль-Пасо его дважды арестовывают в 1979 и 1982 году, но лишь в 1982 году дело доходит до суда и Рамирес приговаривается к 50-дневному заключению. По свидетельству его друга тех лет Эрла Грегга и его тещи Донны Майерс, Рамирес окончательно решил переехать в Лос-Анджелес в конце 1983 года, когда уже стал зависим от тяжёлых наркотиков, деньги на которые, не имея работы, добывал кражами. Жил преимущественно в дешёвых отелях и у знакомых, любил слушать музыку групп AC/DC и Judas Priest и заявлял о своей приверженности к сатанизму. Песня группы АС/DC «Night Prowler» (Ночной вор) была его любимой. Также была любимая группа Billy Idol.

## Серия убийств

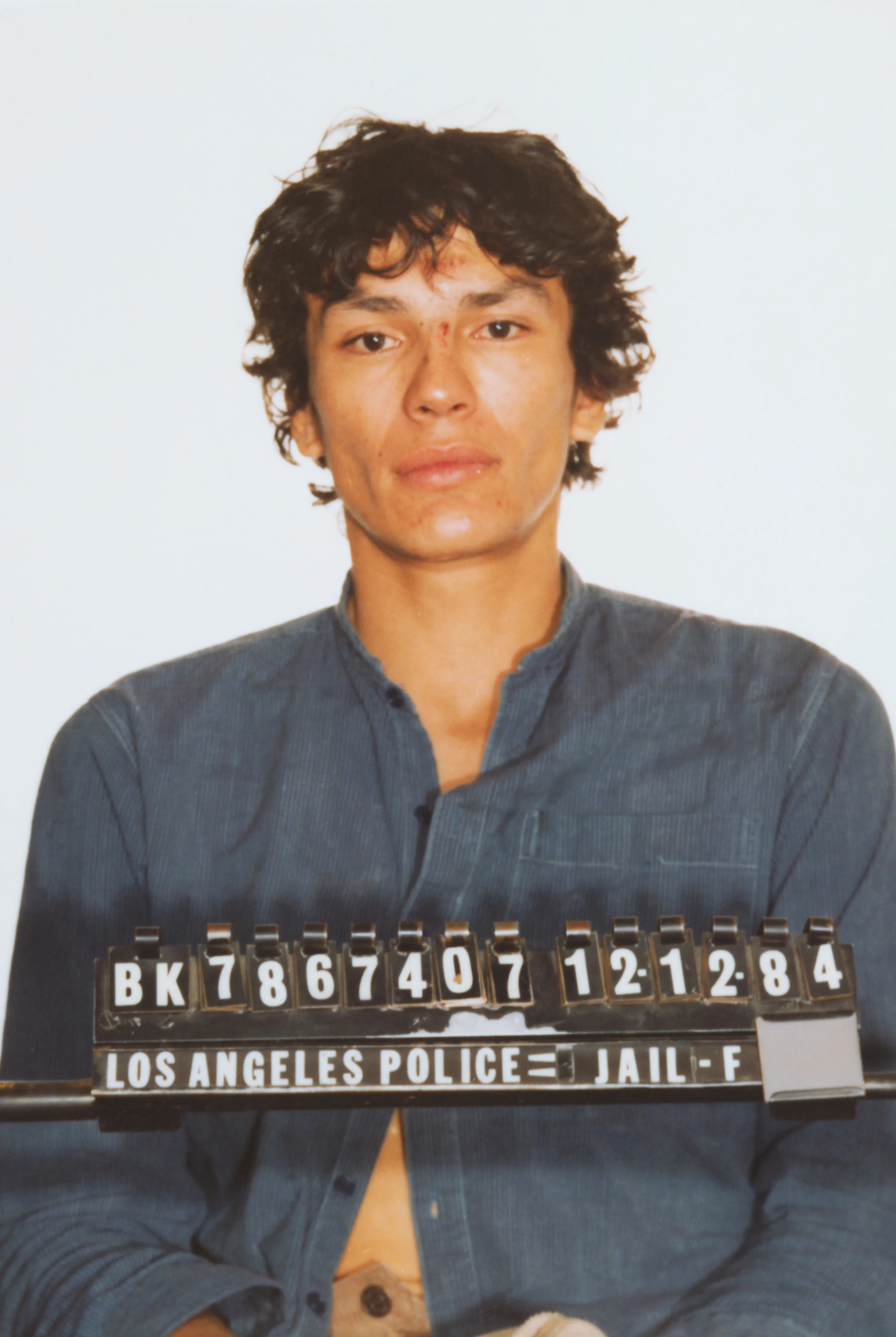
Рамирес 12 декабря 1984 года

Первой жертвой Ричарда стала 79-летняя женщина, которую он зарезал ножом. В следующий раз Рамирес, одетый во всё чёрное, расстреливает из пистолета трёх молодых людей, но благодаря счастливой случайности (пуля отрикошетила от зажатых в руке ключей) одна девушка выжила, в результате чего у полиции появилось первое словесное описание портрета убийцы. Неуловимый серийный убийца открывает настоящую кампанию террора против населения Калифорнии: по ночам он врывается в дома, грабит, насилует, убивает. Некоторых жертв, он, однако, умышленно оставляет в живых. Вскоре Рамирес начинает своеобразно заявлять о своей приверженности сатанизму — он оставляет на месте преступлений изображения пентаграммы; так, одну из них он нарисовал губной помадой на внутренней стороне бедра убитой 83-летней старушки, также он заставлял своих жертв говорить «Я люблю Сатану». Жертвами Рамиреса становятся маленькие дети, так, например, 27 июня 1985 года он изнасиловал 6-летнюю девочку.
Рамирес нападал на совершенно разных людей, что не характерно для серийных убийц, у которых, как правило, есть свой чётко определённый тип жертвы. В СМИ за ним закрепляется прозвище Ночной Сталкер, что очень льстило самому Рамиресу, так как его любимой песней была песня группы AC/DC «Night Prowler».

## Арест
Фоторобот Рамиреса был показан по телевидению и опубликован в газетах, но результатов это не дало. Последняя жертва Рамиреса, которая осталась в живых, смогла рассмотреть автомобиль, на котором он скрылся — это была старая Тойота оранжевого цвета с царапинами. Все силы полиции Лос-Анджелеса были брошены на розыск автомобиля. Машину удалось отыскать на одной из автостоянок на окраине города. Среди сотен отпечатков пальцев нашли отпечатки и Ричарда Рамиреса, который очень хорошо соответствовал фотороботу. К 27 августа на улицах города появились листовки с фотографией уже самого маньяка, сообщавшие о его розыске. Как оказалось, полиции помогли обстоятельства: с 24 августа Рамирес находился за пределами штата и ничего не знал о том, что разыскивается полицией, поэтому, вернувшись в Лос-Анджелес утром 31 августа, он как ни в чём ни бывало отправился в магазин за покупками. Люди, увидевшие убийцу в магазине, сразу опознали в нём «Ночного Сталкера», наводившего ужас на Лос-Анджелес. Полиция доставила подозреваемого в участок. В ноябре 1989 года суд приговорил Ричарда Рамиреса к смертной казни в газовой камере. Он ожидал исполнения приговора в камере смертников. Отец убийцы Хулиан Рамирес, пытаясь найти причины, побудившие его сына пойти на совершение жестоких убийств, дал в 1985 году интервью, в котором заявил, что виноваты во всём наркотики; он отметил, что в школах Эль-Пасо наркотики можно легко приобрести, и за этим не ведётся никакого административного контроля; в конечном итоге злоупотребление ими способствовало окончательному моральному разложению его сына Ричарда. Один из знакомых Рамиреса, Эдди Гонсалес, высказал иную точку зрения: по его мнению, психические проблемы Ричарда появились после автомобильной аварии, в которую он попал в 1980 году. Сам Ричард отделался лишь испугом, но погиб его близкий друг Николас Неварез; по мнению Гонсалеса, депрессия и переживания о смерти лучшего друга вместе с наркотической зависимостью подтолкнули Рамиреса к совершению преступлений.

## В заключении
Все последующие годы жизни Рамирес провёл в камере смертников. Будучи в заключении, он получал много писем. На одной из своих поклонниц, Дорин Лаой, он женился в октябре 1996 года, свадьба прошла в комнате для свиданий в здании тюрьмы. В последние годы Рамирес стал более замкнутым, он неоднократно выставлял себя в непристойном виде перед тюремным персоналом и посетителями тюрьмы. Занимался мастурбацией перед навещавшими его родственниками и родственниками других заключённых. После этого ему было запрещено прикасаться к кому бы то ни было, и все его последующие свидания проходили в комнате, разделённой перегородкой. После драки, учинённой им в 2000 году, ему было запрещено контактировать с другими смертниками. Начиная с 2007 года, у него не было посетителей, а в последние годы жизни Рамирес отказывался от встречи с кем бы то ни было. Большую часть своего времени Рамирес проводил перед телевизором, находясь в своей камере. Несмотря на это, вплоть до своей смерти он оставался самым популярным заключённым, и волна интереса к нему не стихала.

## Смерть
7 июня 2013 года Рамирес, находясь в заключении, умер в госпитале от печёночной недостаточности в возрасте 53 лет. После его тело кремировали. 

## В массовой культуре
- Американская история ужасов — Рамирес показан в пятом и девятом сезонах, его роль исполнили Энтони Руйвивар в пятом сезоне и Зак Вилла в девятом соответственно.[14]
- Песня группы Macabre - Night Stalker.
- Песня группы SKYND — Richard Ramirez.
- Бас-гитарист Джорди Уайт американской глэм-рок группы Marilyn Manson имел сценический псевдоним Twiggy Ramirez. Фамилия в псевдониме была отсылкой к личности Ричарда Рамиреса.
- Охота за ночным убийцей (ТВ, 1989) - детективный триллер производства США, с Ричардом Джорданом и  Эй Мартинезом в главных ролях.
- Ночной сталкер: Охота за серийным убийцей[англ.] — мини-сериал, вышедший на Netflix и посвященный истории расследования преступлений и поимки Ричарда Рамиреса.
- Максин XXX - фильм Тая Уэста, художественная интерпретация преступлений Ричарда Рамиреса.